# Бой под Текучем
Бой под Те́кучем — бой между казацким войском и валашским отрядом возле селения Текуч у реки Бырлад (территория Молдавского княжества) в мае 1653 года в ходе Сучавской кампании Тимоша Хмельницкого. Валашский отряд лично возглавил претендент на молдавский престол Георгий Стефан. Георгию Стефану удалось отступить, в свою очередь казацкие войска в результате боя смогли беспрепятственно переправиться через реку Сирет и продолжить наступление на Валахию.